# Ungarische Lloyd Flugzeug- und Motorenfabrik
Ungarische Lloyd Flugzeug- und Motorenfabrik AG (угор. Magyar Lloyd Repülőgép és motorgyár Részvény-Társaság) — нині не існуюча австро-угорська авіабудівна компанія часів Першої світової війни та міжвоєнного періоду.

## Історія
Автомобілебудівна компанія Ungarische Lloyd Automobil- und Motorenfabrik AG, що була заснована 27 січня 1913 року, десь через рік (у квітні 1914-го) змінила сферу діяльності на не таку збиткову, а назву — на Ungarische Lloyd Flugzeug- und Motorenfabrik AG.
Її головна контора знаходилась у Будапешті, а виробничі потужності перебували північніше Будапешта, в приміщеннях колишньої в'язниці у Асоді.
Вже 8 травня 1914 року вона розпочала випуск аеропланів. Генеральним директором став підполковник резерву Генріх Бір. Саме він того ж року встановив в Асперні чотири світові рекорди висоти на першому виготовленому в Угорщині літаку, Lloyd LS-1. Технічним директором був Тібор Мельцер із Будапештського технічного університету.
Як зразок однієї з моделей був обраний літак DFW B I, що вироблявся компанією Deutsche Flugzeug-Werke (DFW), деталі та креслення якого були доставлені в Асод. Передбачалося його застосування у Військово-повітряних силах Австро-Угорщини. Ускладнював ситуацію той факт, що двигунів «Ллойд» не виробляв.
У зв'язку з війною, що почалася, компанія постійно розширювалася, в Асаді будувалися нові цехи. Їхня площа охоплювала близько шести йохів (приблизно 3,5 гектара).
Поруч із заводом знаходився аеродром із злітно-посадковою смугою завдовжки один кілометр. Для співробітників були побудовані робітники та житлові бараки, ринок. На мирний час планувалося будівництво котеджів.
Один з типів літаків — Lloyd C — випускався протягом майже всієї війни (всього 287 літаків; 1915: 32 штуки, 1916: 65, 1917: 84, 1918: 104).
Відповідно до підписаного за підсумками війни Тріанонського договору, будівництво літаків в Угорщині було заборонено, тому компанії довелося знову змінити профіль своєї діяльності; спочатку це було виробництво меблів та кузовних деталей, а з 1923 року — виробництво паперу (під маркою Ungarische Lloyd Papierfabrik AG). Успіху їй досягти не вдалося, і в 1926 компанія остаточно закрилася.
Тибор Мельцер повернувся як заступник професора Доната Банкі викладачем у Технічний університет. У 1936 році він помер.

## Продукція компанії
- 40.05, також Typ FJ (1916)винищувач, біплан зі 160-сильним двигуном Austro-Daimler AD 6. 1 прототип;
- 40.08, також (LV, Luftkreuzer II), 1916, тримоторний важкий бомбардувальник. 1 прототип;
- 40.15 (1917 або 1918), винищувач;
- 40.16 (1918) винищувач, 1 прототип;
- Lloyd C.I (DFW MD) (1914/15) 1 прототип і 12 серійних зі 145-сильним двигуном Hiero;
- Lloyd C.II (III) (1914) розвідник, двигун Hiero, вироблений заводом MARTA 287 штук;
- Lloyd C.V (1917) розвідник. Близько 70 екземплярів вироблено компанією Lloyd і приблизно стільки ж на WKF.